# The Bachelors
The Bachelors was een Ierse popgroep die in 1957 is opgericht in Dublin als The Harmonichords, een mondharmonicatrio. In 1959 traden ze op in een speciale uitzending van de The Ed Sullivan Show in Dublin. Ze gingen verder als vocaal ensemble. Met het lied Diane (1962) scoorden ze een nummer 1-hit in Engeland en een nummer 10-hit in de Verenigde Staten. Tussen 1963 en 1967 scoorde de groep 17 top 40-hits in het Verenigd Koninkrijk.

## Geschiedenis
In 1957 werd in Dublin het mondharmonicatrio The Harmonichords opgericht door John Stokes (13 augustus 1936) en de broers Conleth (18 november 1935 – 8 april 2022) en Declan Cluskey (12 december 1941). Nog datzelfde jaar traden ze op tijdens een all star show in de Archbishop Byrne Hall in Dublin. Tegen het einde van 1958 waren ze op de radio te horen in het thuisland. Op St. Patrick's Day in 1959 verschenen ze in een speciale uitzending van de The Ed Sullivan Show waarna ze live optraden als onderdeel van grotere shows door het hele land. Ze werden tijdens een van deze shows ontdekt door Jim Garvey die daarop hun manager werd.
In de jaren zestig waren The Bachelors populair, zowel in Ierland als in het Verenigd Koninkrijk. Hits uit die tijd waren Charmaine (1962), Diane (1962), I Believe (1964), Ramona (1964), I Wouldn’t Trade You for the World (1964), Marie (1965), In the Chapel in the Moonlight (1965) en een coverversie van The Sound of Silence (1966). Hun manager in de tijd van de successen was Phil Solomon.
De groep bestond uit de zangers Conleth (‘Con’) Cluskey, zijn broer Declan (‘Dec’) Cluskey en John Stokes (officieel Sean James Stokes). De broers Cluskey speelden bovendien gitaar en Stokes contrabas, maar op al hun opnames speelde een orkest mee. In 1984 ging de groep uit elkaar. De Cluskeys gingen door als The New Bachelors. Stokes startte een samenwerking met Steve Coe onder de naam Stokes and Coe. Deze samenwerking was geen lang leven beschoren. Na een korte zakelijke carrière startte Stokes een nieuwe groep, eveneens onder de naam The New Bachelors. Dat leidde tot een rechtszaak. De groep van de broers Cluskey noemde zich Con and Dec The Bachelors, de groep van Stokes noemde zich The Bachelors with John Stokes. Deze groep stopte in 2022. Con and Dec The Bachelors gingen tot 1993 door met Peter Phipps als derde man, daarna werden ze een duo.
Op 8 april 2022 overleed Con Cluskey in Elland. Hij werd 86. Dat was meteen het einde van Con and Dec The Bachelors.

## Discografie

### Singles
| Uitgebracht                 | GB/VS | Voorkant/ Achterkant                                               | Hoogste notering Groot-Brittannië | Hoogste notering Verenigde Staten |
| --------------------------- | ----- | ------------------------------------------------------------------ | --------------------------------- | --------------------------------- |
| december 1962 februari 1963 | GB VS | Charmaine/ Old Bill                                                | 6                                 | –                                 |
| mei 1963                    | GB    | Faraway Places/ Is There a Chance                                  | 36                                | –                                 |
| augustus 1963 oktober 1963  | GB VS | Whispering/ No Light in the Window                                 | 18                                | –                                 |
| november 1963               | GB    | The Angel and the Stranger/ Long Time Ago                          | –                                 | –                                 |
| januari 1964                | GB    | Diane/ The Stars Will Remember                                     | 1                                 | –                                 |
| februari 1964               | VS    | Diane/ Happy Land                                                  | –                                 | –                                 |
| maart 1964                  | GB    | I Believe/ Happy Land                                              | 2                                 | –                                 |
| maart 1964                  | VS    | Diane/ I Believe                                                   | –                                 | 10                                |
| mei 1964                    | GB    | Ramona/ Sweet Lullabies                                            | 4                                 | –                                 |
| juni 1964                   | VS    | I Believe/ Sweet Lullabies                                         | –                                 | 33                                |
| augustus 1964               | GB VS | I Wouldn't Trade You for the World/ Beneath the Willow Tree        | 4                                 | 69                                |
| november 1964 december 1964 | GB VS | No Arms Can Ever Hold You/ Oh, Samuel Don't Die                    | 7                                 | 27                                |
| maart 1965                  | GB    | True Love for Evermore/ Far Far Away                               | 34                                | –                                 |
| mei 1965                    | GB VS | Marie/ You Can Tell                                                | 9                                 | 15                                |
| oktober 1965 september 1965 | GB VS | (In the) Chapel in the Moonlight/ The Old Wishing Well             | 27                                | 32                                |
| december 1965               | GB    | Hello, Dolly!/ There's No Room in My Heart                         | 38                                | –                                 |
| maart 1966                  | GB    | The Sound of Silence/ Love Me with All Your Heart                  | 3                                 | –                                 |
| maart 1966                  | VS    | Love Me with All Your Heart/ There's No Room in My Heart           | –                                 | 38                                |
| juni 1966                   | GB VS | Can I Trust You/ Who Can I Turn to (GB)/ My Girl (VS)              | 26                                | 49                                |
| november 1966 december 1966 | GB VS | Walk With Faith in Your Heart/ Molly Malone                        | 21                                | 83                                |
| maart 1967                  | GB    | Oh How I Miss You/ Ghost Mountain                                  | 30                                | –                                 |
| juni 1967                   | GB VS | Marta/ My World (Il Mondo) (GB)/ Oh How I Miss You (VS)            | 20                                | –                                 |
| oktober 1967 november 1967  | GB VS | Three O'Clock Flamingo Street/ Learn To Live without You           | –                                 | –                                 |
| januari 1968                | GB    | If Ever I Would Leave You/ Cabaret                                 | –                                 | –                                 |
| maart 1968                  | GB    | The Unicorn/ You've Got to Say We're Through                       | –                                 | –                                 |
| juli 1968                   | GB    | I'll Walk with God/ I Can't Wish You Any More                      | –                                 | –                                 |
| oktober 1968                | GB    | Turn Around, Look at Me/ Lovers Such as I                          | –                                 | –                                 |
| april 1969                  | GB    | Where the Blue of the Night/ Caterina                              | –                                 | –                                 |
| juli 1969 augustus 1969     | GB VS | Punky's Dilemma/ Arrivederci Maria (GB)/ It's a Beautiful Day (VS) | –                                 | –                                 |
| september 1969              | GB    | Everybody's Talkin'/ Blaydon Races                                 | –                                 | –                                 |
| november 1969               | GB    | My First Love/ Phil the Fluter                                     | –                                 | –                                 |
| maart 1970                  | GB    | (All of a Sudden) My Heart Sings/ This Love (You Have Given Me)    | –                                 | –                                 |
| januari 1971                | VS    | Love Is All/ The Colours of Love                                   | –                                 | –                                 |
| november 1971 januari 1972  | GB VS | Diamonds Are Forever/ Where There's a Heartache                    | –                                 | –                                 |
| oktober 1972                | GB    | The Land of the Other Way Round/ Children at Play                  | –                                 | –                                 |
| november 1973               | GB    | Suffer Little Children/ Dear Father in Heaven                      | –                                 | –                                 |
| april 1974                  | GB    | Sing Me a Song to Make Me Happy/ Oh How I Miss You                 | –                                 | –                                 |
| april 1975                  | GB    | Roxie/ Cigarettes, Whusky and Wild Wild Women                      | –                                 | –                                 |
| januari 1977                | GB    | Torn Between Two Lovers/ Old Fashioned ‘B’ Side                    | –                                 | –                                 |
| juli 1977                   | GB    | Save the Last Dance for Me/ Children and Flowers                   | –                                 | –                                 |
| juni 1978                   | GB    | Charmaine/ Ramona                                                  | –                                 | –                                 |
| november 1979               | GB    | Travellin' Home/ We Don't Have Those Feelings (Anymore)            | –                                 | –                                 |
| december 1981               | GB    | Suffer Little Children/ Dear Father in Heaven                      | –                                 | –                                 |
| oktober 1983                | GB    | Diane/ I Believe                                                   | –                                 | –                                 |

### Ep’s
| Uitgebracht    | GB/VS | Naam                                  | Nummers voor-/ achterkant |
| -------------- | ----- | ------------------------------------- | --- |
| juni 1963      | GB    | The Bachelors                         | Charmaine / Bashanova / I'll See You in My Dreams / By the Light of the Silvery Moon                                                                      |
| februari 1964  | GB    | The Bachelors Volume 2                | Diane / Put Your Arms Around Me, Honey / Moments to Remember / You'll Never Walk Alone                                                                    |
| oktober 1964   | GB    | The Bachelors' Hits                   | I Wouldn't Trade You for the World / Whispering / Ramona / I Believe                                                                                      |
| 1964           | VS    | Back Again                            | He's Got the Whole World in His Hands / Melody of Love / The Little White Cloud That Cried / Put Your Arms Around Me, Honey / Maybe / Moonlight and Roses |
| oktober 1965   | GB    | The Bachelors' Hits Volume 2          | No Arms Can Ever Hold You / True Love For Ever More / Marie / In the Chapel in the Moonlight                                                              |
| 1968           | GB    | Seasonal Greetings from The Bachelors | I Believe / I'll Walk with God / It's No Secret / The Angel and the Stranger                                                                              |
| september 1983 | GB    | The Bachelors                         | The Sound of Silence / Hello, Dolly! / Marie / Love Me with All Your Heart / Marta / Mame                                                                 |

### Lp’s (selectie)
- 1964: The Bachelors + 16 Great Songs (GB)
- 1964: Back Again (VS)
- 1964: Presenting: The Bachelors (VS)
- 1965: More Great Song Hits (GB)
- 1965: No Arms Can Ever Hold You (VS)
- 1965: Marie (VS)
- 1966: Bachelor’s Girls (GB en VS)
- 1966: Hits of the 60's (VS)
- 1967: The Golden All Time Hits (GB en VS)
- 1968: Bachelors '68 (VS)
- 1969: The World of The Bachelors (GB)
- 1969: The World of The Bachelors Vol. 2 (GB)
- 1969: The World of The Bachelors Vol. 3 (GB)
- 1970: The World of The Bachelors Vol. 4 (GB)
- 1970: The World of The Bachelors Vol. 5 (GB)
- 1979: 25 Golden Greats (GB)